# Хотянівська вулиця (Київ, Оболонський район)
Хотя́нівська ву́лиця — вулиця в Оболонському районі міста Києва, мікрорайон у межах земельної ділянки, що знаходиться в користуванні кооперативу «Товариство індивідуальних забудовників „Чорнобилець 2005“». Пролягає від Вербної вулиці до кінця забудови.
Прилучаються вулиці Абрикосова вулиця, Сетомльська вулиця.
Сучасна назва — з 2007 року.